# Beñat Rezusta
Beñat Rezusta Muguruza, conocido como Rezusta, nacido en Vergara (Guipúzcoa) el 13 de febrero de 1993, es un pelotari guipuzcoano en la modalidad de mano; juega en la posición de zaguero.

## Palmarés
- Campeón del Campeonato de Parejas, 2017, 2019 y 2025
- Campeón del Manomanista de promoción, 2014
- Campeón del Campeonato de Parejas de promoción, 2014

## Final del Campeonato Manomanista
| Año  | Campeones  | Subcampeones | Tanteo | Frontón |
| ---- | ---------- | ------------ | ------ | ------- |
| 2021 | Altuna III | Rezusta (1)  | 22-5   | Bizkaia |

(1) En sustitución de Artola por lesión.

## Finales del Campeonato de Parejas
| Año  | Campeones                   | Subcampeones                | Tanteo | Frontón       |
| ---- | --------------------------- | --------------------------- | ------ | ------------- |
| 2016 | Olaizola II - Urrutikoetxea | Mtz. de Irujo (1) - Rezusta | 16-10  | Bizkaia       |
| 2017 | Irribarria - Rezusta        | Bengoetxea VI - Larunbe     | 22-14  | Bizkaia       |
| 2018 | Ezkurdia - Zabaleta         | Elezkano II - Rezusta       | 22-9   | Bizkaia       |
| 2019 | Elezkano II - Rezusta       | Irribarria - Zabaleta       | 22-19  | Bizkaia       |
| 2025 | Ezkurdia - Rezusta          | Artola - Mariezkurrena II   | 22-20  | Navarra Arena |

(1) Retirado con 16-10 en el marcador.

## Final del Manomanista de 2ª categoría
| Año  | Campeón | Subcampeón  | Tanteo | Frontón  |
| ---- | ------- | ----------- | ------ | -------- |
| 2014 | Rezusta | Ibai Zabala | 22-10  | Beotibar |

## Final del Campeonato de Parejas de 2ª categoría
| Año  | Campeones      | Subcampeones   | Tanteo | Frontón |
| ---- | -------------- | -------------- | ------ | ------- |
| 2014 | Jaka - Rezusta | Gorka - Merino | 22-4   | Labrit  |